# Bernhard Durst
Bernhard Durst OSB (* 8. November 1882 in Mergentheim als Hugo August Franz Durst; † 27. April 1966 in Neresheim) war Abt des Klosters Neresheim und Abtpräses der Beuroner Kongregation.

## Leben
Hugo Durst trat Anfang des 20. Jahrhunderts in die Benediktiner-Erzabtei Beuron ein, wo er von Erzabt Placidus Wolter den Ordensnamen des heiligen Bernhard von Clairvaux erhielt und am 10. Februar 1903 seine Profess ablegte. Am 22. September 1907 wurde er zum Priester geweiht. Nach seinem Studium in Rom und seiner Arbeit als Dogmatikdozent an der Theologische Hochschule Beuron wurde er von Erzabt Raphael Walzer zum Prior der 1920 wiederbegründeten Abtei Neresheim ernannt. 
Am 19. August 1921 ernannte Erzabt Raphael Walzer ihn in Übereinstimmung mit dem Neresheimer Konvent zum ersten Abt der zum 14. Juni 1920 wiedererrichteten Abtei Neresheim. Die Abtsweihe erfolgte am 8. September 1921 durch Paul Wilhelm von Keppler. Als Leitwort seines äbtlichen Dienstes wählte Bernhard Durst: Christus spes mea – Christus ist meine Hoffnung. Das Beuroner Generalkapitel wählte Abt Bernhard am 15. Oktober 1948 zum Abtpräses der Kongregation. Nach zwölf Jahren im Amt resignierte er im Jahr 1960 als Abtpräses und am 25. Juli 1965 nach fast 44-jährigem Abbatiat auch als Abt von Neresheim.

## Auszeichnungen
- 1953: Großes Bundesverdienstkreuz
- 1957: Ehrenbürger von Neresheim

| Vorgänger               | Amt                                                       | Nachfolger     |
| ----------------------- | --------------------------------------------------------- | -------------- |
| Michael Dobler († 1815) | Abt von Neresheim 1921–1965                               | Johannes Kraus |
| Raphael Molitor         | Abtpräses der Beuroner Benediktinerkongregation 1948–1960 | Benedikt Reetz |

## Schriften
- Das Wesen der Eucharistiefeier und des christlichen Priestertums. Ulrichsbuchhdlg., Neresheim 1953.